# Alternaria cassiae
Alternaria cassiae är en svampart som beskrevs av Jurair & A. Khan 1960. Alternaria cassiae ingår i släktet Alternaria och familjen Pleosporaceae.   Inga underarter finns listade i Catalogue of Life.